# Eucosma suomiana
Eucosma suomiana là một loài bướm đêm thuộc họ Tortricidae. Nó được tìm thấy ở Thụy Điển, through Phần Lan và vùng Baltic to miền bắc Nga.
Sải cánh dài 10–17 mm.